# Д’Алесандро, Томас (внук)
Томас Д’Алесандро III (англ. Thomas D'Alesandro III; 24 июля 1929, Балтимор, Мэриленд — 20 октября 2019, Северный Балтимор, Мэриленд) — американский государственный и политический деятель. Работал на должности мэра Балтимора с 1967 по 1971 год. Был старшим братом спикера Палаты представителей США Нэнси Пелоси и сыном бывшего мэра Балтимора Томаса Д’Алесандро-младшего, который работал на этой должности с 1947 по 1959 год. Беспорядки в Балтиморе 1968 года произошли во время его пребывания на посту мэра.

## Биография
Родился в Балтиморе в семье Аннунсиаты Ломбарди и Томаса Д’Алесандро-младшего. Был старшим из шести детей, его младшая сестра Нэнси Пелоси стала первой женщиной-спикером Палаты представителей США. Учился в колледже Лойола в Балтиморе и изучал право на юридическом факультете Университета Мэриленда.
В 1952 году женился на Маргарет «Марджи» Пираччи в Балтиморской базилике, свадьбу посетили более 5000 человек. Служил в армии США с 1952 по 1955 год.

## Политическая карьера
После службы в армии занялся политикой, став председателем городского совета Балтимора в 1963 году. В должности председателя городского совета работал с мэром Теодором МакКелдином, либеральным республиканцем, над устранением расовых барьеров в сфере занятости, образования и других сферах.
Баллотировался на должность мэра в 1967 году от Демократической партии и одержал убедительную победу над республиканцем Артуром Шервудом, выиграв на всех 555 избирательных участках города.
В должности мэра Балтимора открыл новые школы, построил новый штаб полиции и выступил за доступное жилье. Убедил жителей Балтимора одобрить выпуск облигаций на сумму 80 миллионов долларов США для строительства школ. Разработал программы летнего отдыха для городской молодежи, такие как мобильные бассейны и дневные лагеря, а также заложил законодательную основу для развития Внутренней гавани.
На его период работы в должности мэра пришлись гражданские беспорядки и проблемы с бюджетом. В 1968 году приказал перенести скоростную автомагистраль Восток-Запад, не функционирующую с 1941 года, на Западное кладбище, а затем отменил проект. Позже реализовал Закон о жилищном строительстве и городском развитии 1968 года по финансированию 475 пустующих домов, строительство которых было оставлено после того, как эта программа была раскритикована из-за того, что их назвали «домами для нищих». Дома были снесены в 1974 году, и кредиторы The Rouse Company отказались от реализации проекта.
В 1968 году всего через четыре месяца после его инаугурации в Балтиморе вспыхнули беспорядки после убийства Мартина Лютера Кинга и губернатор Мэриленда Спиро Агню приказал ввести войска Национальной гвардии, чтобы контролировать ситуацию.
Томас Д’Алесандро, вступивший в должность мэра, пообещал «искоренить все причины или признаки дискриминации», и на протяжении своей жизни гордился прогрессивными достижениями в области защиты гражданских прав. В качестве мэра назначил в свою администрацию нескольких афроамериканцев, некоторые из которых, такие как Джордж Рассел-младший, городской поверенный и член Оценочной комиссии, стали первыми афроамериканцами, занявшими эти должности.
В 1971 году ушёл с должности мэра и из политики, занявшись частной юридической практикой. Спустя годы Томас Д’Алесандро утверждал, что беспорядки не были причиной его ухода из политики. Он сказал, что причина была в том, что у него пятеро детей, а его зарплата мэра не позволяла содержать семью.
В 1998 году Джек Эддингер, бывший пресс-секретарь Томас Д’Алесандро, написал в The Baltimore Sun, что «Томми Д’Алесандро был первым современным мэром Балтимора. Он не только руководил превращением Балтимора в город эпохи Возрождения, каким является сегодня, но и дал ему непревзойденное лидерство. Многое из того, за что получают заслуги другие мэры, началось в эти бурные четыре года, от городского проектирования и реформы трудового законодательства до рационализированного государственного управления и расцвета жизненно важного союза между городом и комитетом Большого Балтимора».

## Смерть
Скончался от осложнений после инсульта в своем доме в Северном Балтиморе 20 октября 2019 года в возрасте 90 лет.
Сестра Нэнси Пелоси сказала после его смерти: «Томми посвятил свою жизнь нашему городу. Защитник гражданских прав, неустанно работал для всех, кто называл Балтимор своим домом. Томми был лидером достоинства, сострадания и необычайной храбрости, чьё присутствие излучало надежду на наш город во времена борьбы и конфликтов». В здании CNN в декабре 2019 года Ненси Пелоси также отметила, что «его видение состояло в том, чтобы сказать, что я хочу избавить наше общество от всех признаков дискриминации, и это был его призыв к действию».